# Lo strozzino
Lo strozzino è un brano musicale del cantautore italiano Pino Marino, pubblicato nel dicembre del 2005 come singolo che anticipa l'uscita del terzo album Acqua luce e gas, uscito nel gennaio 2006.

## Descrizione
Il brano è stato incluso nella cinquina finalista al Premio Tenco del 2006 come miglior disco dell'anno con quelli di Vinicio Capossela, Francesco De Gregori, Samuele Bersani e Baustelle.
Gli autori del brano sono Pino Marino (testo) ed Andrea Pesce (musica).

## Video
Il video-clip in animazione è realizzato da Daniele Persica.